# Bourse subcutanée de la malléole latérale
La bourse subcutanée de la malléole latérale (ou bourse sous-cutanée malléolaire externe) est une bourse synoviale du membre inférieur située au niveau de la cheville.

## Description
La bourse subcutanée de la malléole latérale est située entre la malléole latérale et la peau.